# Maculinea tenuiconia
Maculinea tenuiconia är en fjärilsart som beskrevs av Beuret 1949. Maculinea tenuiconia ingår i släktet Maculinea och familjen juvelvingar. Inga underarter finns listade i Catalogue of Life.